# Todo el dinero del mundo
Todo el dinero del mundo (All the Money in the World) es una película estadounidense del 2017, de drama policíaco, dirigida por Ridley Scott y basada en la novela de John Pearson, Painfully Rich: The Outrageous Fortunes and Misfortunes of the Heirs of J. Paul Getty. Protagonizada por Michelle Williams, Christopher Plummer, Mark Wahlberg, Romain Duris, Charlie Plummer, Andrew Buchan y Timothy Hutton. 
La trama de la película cuenta el relato biográfico de la negativa sostenida por el empresario multimillonario J. Paul Getty en la década de 1970 a cooperar con las demandas de extorsión de un grupo de secuestradores del grupo de crimen organizado 'Ndrangheta, que había secuestrado y mutilado a su nieto John Paul Getty III.
Todo el dinero del mundo  tuvo su premier en el AFI Fest el 16 de noviembre de 2017, antes de su estreno limitado el 8 de diciembre de 2017. La fotografía principal comenzó en marzo de 2017 y se completó en agosto de 2017 para un lanzamiento el 8 de diciembre de 2017. Sin embargo, dos meses antes del estreno programado, se hicieron acusaciones de conducta sexual inapropiada contra Kevin Spacey, quien originalmente interpretó a Getty. En noviembre, Plummer reemplazó a Spacey y se volvieron a filmar 22 escenas en ocho días, un mes antes de la fecha de lanzamiento reorganizada en Navidad.

## Argumento
En 1973, John Paul Getty III de 16 años, nieto del magnate petrolero J. Paul Getty, quien en ese momento era el ciudadano privado más rico del mundo, es secuestrado en Roma por una red del crimen organizado. Los secuestradores exigen un rescate de $ 17 millones. Los flashbacks muestran que los padres de Paul, Gail Harris y  John Paul Getty II, se divorciaron en 1971 debido a la adicción a las drogas de Getty Jr. Gail rechazó cualquier pensión alimenticia a cambio de la custodia total de él y de sus hijos en el acuerdo de divorcio; por lo tanto, no tiene los medios para pagar el rescate. Ella viaja a la finca de Getty para suplicarle que pague el rescate, pero él se niega, afirmando que alentaría más secuestros de miembros de su familia. Los medios retoman la historia, muchos creen que Gail es rica y la culpan por negarse a pagar el rescate. Mientras tanto, Getty le pide a Fletcher Chace, un negociador de Getty Oil y exagente de la CIA, que investigue el caso y asegure la liberación de Paul.
Paul es rehén en un lugar remoto en Italia. Inicialmente, sus captores, particularmente Cinquanta, son tolerantes con él porque su comportamiento tranquilo y sumiso les causa pocos problemas. Sin embargo, las cosas se ponen cada vez más tensas a medida que pasan las semanas sin que se pague el rescate, mucho más de lo que anticiparon los captores. Surgen discusiones sobre si trasladar a Paul a una nueva ubicación a medida que se acerca el invierno y su escondite no es adecuado para las condiciones frías. Uno de los secuestradores muestra accidentalmente su rostro a Paul, y él considera matar a Paul para que no pueda ser identificado, pero uno de los otros secuestradores lo mata primero. Su cuerpo quemado y desfigurado es recuperado en el río; los investigadores identifican erróneamente el cuerpo como de Paul, pero Gail examina el cuerpo y refuta esto.
Usando la nueva pista del cuerpo, Chace puede localizar el escondite donde está detenido Paul. Se lleva a cabo una redada con varios secuestradores muertos, pero Paul ya no está allí; lo habían vendido a una nueva organización criminal. Los nuevos captores son mucho menos pacientes con Paul y negocian de manera más agresiva con la familia Getty para recibir su pago. Los secuestradores le cortan una oreja a Paul y la envían por correo a un importante periódico, alegando que seguirán mutilándolo hasta que se pague el rescate.
Después de repetidas negociaciones con Gail y Chace, y la frustración de los captores por la duración del proceso, bajaron el precio de venta a 4 millones de dólares. Getty finalmente decide contribuir al rescate, pero solo $ 1 millón, siendo esta la cantidad máxima que puede reclamar como deducible de impuestos. Además, solo lo hará si Gail firma un documento legal que renuncia a sus derechos de acceso paterno a Paul y sus otros hijos, dándoselos al hijo de Getty, su exmarido. Ella los firma de mala gana. Intimidado por un Chace exasperado, Getty finalmente cede y acepta pagar el rescate completo, anulando también el acuerdo paterno con Gail. Gail y Chace llevan el dinero a Italia y siguen instrucciones específicas de los captores, dejan el dinero en un lugar remoto y reciben órdenes para recoger a Paul de un sitio de construcción. Según el consejo de Cinquanta, Paul huye del sitio hacia la ciudad más cercana, a millas de distancia. Mientras tanto, los captores se dan cuenta de que Chace ha roto su palabra y conducen a la policía hacia ellos; enojados, deciden encontrar y matar a Paul. Chace, Gail y los captores llegan a la ciudad para buscar a Paul. Uno de los secuestradores encuentra a Paul primero, pero Cinquanta ataca al hombre para permitirle escapar. Con Paul envuelto firmemente en los brazos de Gail, escapan de la escena y rápidamente sacan a Paul del país a un lugar seguro.
Cuando Getty muere en 1976, Gail tiene la tarea de administrar la riqueza heredada de sus hijos hasta que sean mayores de edad. La empresa se creó como un fideicomiso benéfico, lo que significaba que los ingresos de Getty estaban libres de impuestos, pero tampoco se podían gastar. Había invertido gran parte de él en pinturas, esculturas y otros artefactos; la mayoría de ellos ahora residen en J. Paul Getty Museum en Los Ángeles.

## Reparto
- Michelle Williams como Abigail “Gail” Harris.
- Mark Wahlberg como Fletcher Chase.
- Charlie Plummer como John Paul Getty III.
- Charlie Shotwell como el joven John Paul Getty III.
- Christopher Plummer como J. Paul Getty
- Romain Duris como Cinquanta.
- Timothy Hutton como el abogado de Getty.
- Andrew Buchan como John Paul Getty II.
- Giuseppe Bonifati como Iacovoni, el abogado de Gail.
- Kit Cranston como el joven Mark Getty.
- Maya Kelly como la joven Aileen Getty.

## Producción

### Desarrollo
El 13 de marzo de 2017, se informó que Ridley Scott estaba finalizando los planes para dirigir el guion de David Scarpa titulado All the Money in the World. Scott declaró que se sentía atraído por el proyecto basado en el guion de Scarpa, diciendo "Lo acabo de leer [...] sabía sobre el secuestro, pero esta historia fue muy, muy provocativa... Gail Getty fue un personaje excepcional, y hay muchas facetas del hombre Getty que le hacen un gran estudio. Hay una gran dinámica. Era como una obra de teatro, y no como una película".

### Casting
Natalie Portman fue buscada para el papel de Gail Harris. El 31 de marzo de 2017, se informó que Michelle Williams y Christopher Plummer habían sido elegidos para los papeles de Gail Harris y J. Paul Getty, respectivamente, mientras que Mark Wahlberg estaba en conversaciones para un papel no especificado. En el casting de Spacey, Scott declaró "Cuando leí el guion, empecé a pensar, '¿Quién era Paul Getty? En mi mente, vi a Christopher Plummer. Kevin es un actor brillante, pero nunca he trabajado con él, y siempre supe que tendría que hacer que retratara a Getty en esta película [...] Estaba tan obsesionado con lo que estaba haciendo  [...] No le estaba dando a la gente un segundo papel." En lo que respecta a Williams, Scott reveló que ella no era su primera opción, "Michelle es muy especial como actriz, y nunca he hecho nada con ella antes  [...] La familia era muy privada y había muy poco metraje de [Gail], pero alrededor del secuestro, había una entrevista en particular que hizo que Michelle resaltara, Gail Getty era muy asertiva, muy inteligente, ambas cualidades las poseía Williams". El 2 de mayo de 2017, Charlie Plummer se unió al elenco como John Paul Getty III. Timothy Hutton fue agregado al reparto el 16 de junio de 2017.
Las controvertidas acusaciones sobre el acoso sexual de Kevin Spacey, no desmentidas por este, hacen que a menos de un mes de su estreno, el director Ridley Scott tome la decisión de eliminar a Spacey del casting de la película y volver a rodar todas sus escenas protagónicas con el veterano actor Christopher Plummer.

### Rodaje
El 31 de mayo de 2017, se anunció que Todo el dinero del mundo había comenzado el rodaje en Roma, Italia. La filmación continuó en Elveden Hall en el suroeste de Suffolk durante una semana a finales de julio de 2017. La aristocrática residencia señorial de grado II fue utilizada para representar un palacio marroquí en el rodaje de una serie de escenas flashback. Según informes, la producción concluyó en agosto de 2017.

## Estreno
La película tuvo su premier en el AFI Fest el 16 de noviembre de 2017 antes de su lanzamiento limitado en cines programado el 8 de diciembre de 2017.

## Premios y nominaciones
| Premio               | Categoría               | Nominado(s)         | Resultado |
| -------------------- | ----------------------- | ------------------- | --------- |
| Premios Óscar        | Mejor actor de reparto  | Christopher Plummer | Nominado  |
| Premios Globo de Oro | Mejor director          | Ridley Scott        | Nominado  |
| Premios Globo de Oro | Mejor actriz de reparto | Michelle Williams   | Nominada  |
| Premios Globo de Oro | Mejor actor de reparto  | Christopher Plummer | Nominado  |
| Premios BAFTA        | Mejor actor de reparto  | Christopher Plummer | Nominado  |